# アルバニア国民の査証要件
アルバニア国民の査証要件 では、アルバニア政府によって発給されたパスポート（一般旅券）を所持したアルバニア国民が、短期滞在（観光、商用、知人・親族訪問等の滞在で報酬を得る活動をしない場合）を目的として外国に入国する際の査証（ビザ）要件について記述する。
（2024年現在)、アルバニアのパスポートを所持したアルバニア国民は123（内、査証免除は95）の国と地域にビザなしもしくは到着時のビザ取得（アライバルビザ）で入国することが可能である。

アルバニア国民の査証要件 -地図。

## 脚註
1. ↑  “Global Passport Ranking”.   Henley Global. 2024年10月1日閲覧。